# Inferno - Canto diciottesimo

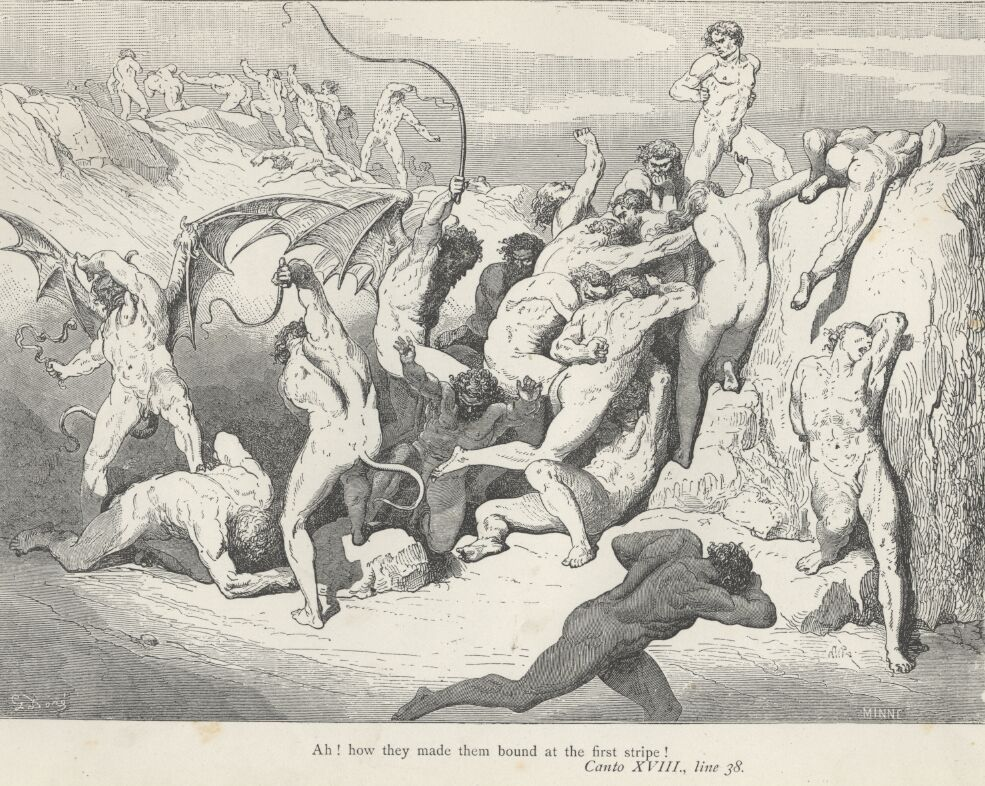
I ruffiani e seduttori, illustrazione di Gustave Doré

Il canto diciottesimo dell'Inferno di Dante Alighieri si svolge nella prima e nella seconda bolgia dell'ottavo cerchio, in cui sono puniti rispettivamente i ruffiani e seduttori e gli adulatori; siamo nel mattino del 9 aprile 1300 (Sabato Santo), o secondo altri commentatori del 26 marzo 1300.
Con questo canto inizia la seconda metà della cantica infernale. Curiosamente l'Inferno è distinto in due metà di 17 canti, in ciascuna delle quali compaiono 13 categorie di dannati: due numeri particolarmente sinistri e legati a superstizioni; in questa seconda parte sono trattati i fraudolenti (che si suddividono in ingannatori e in traditori) cioè coloro che usarono l'intelligenza e la ragione per fini malvagi.

## Incipit
(Anonimo commentatore dantesco del XIV secolo)

## Analisi del canto

### Descrizione di Malebolge - versi 1-21
Luogo è in Inferno detto Malebolge.
Il canto inizia con una descrizione delle Malebolge, neologismo dantesco che originariamente doveva suonare come sacche del male. Bolgia infatti era sinonimo di borsa e solo dopo i passi della Divina Commedia iniziò a significare, per traslazione dal carattere di questi dieci fossati dell'VIII cerchio, luogo stipato di gente turbolenta e chiassosa.
Dante inizia a parlare di questo luogo con una precisa ricognizione descrittiva e topografica: le "Malebolge" sono di pietra "color ferrigno" cioè grigio scuro, come la rocca che egli ha appena disceso in groppa a Gerione; hanno forma circolare con al centro un pozzo "assai largo e profondo", del quale Dante ci parlerà "suo loco" cioè a tempo debito; questi fossati assomigliano in tutto e per tutto a quelli dei castelli, anche per i ponticelli che li attraversano e che "tagliano" le rocce di divisione tra fossa e fossa.
Dante e Virgilio iniziano quindi il loro viaggio nel luogo sopra descritto girando, come quasi sempre nell'Inferno, verso sinistra.

### Ruffiani e seduttori - vv. 22-39

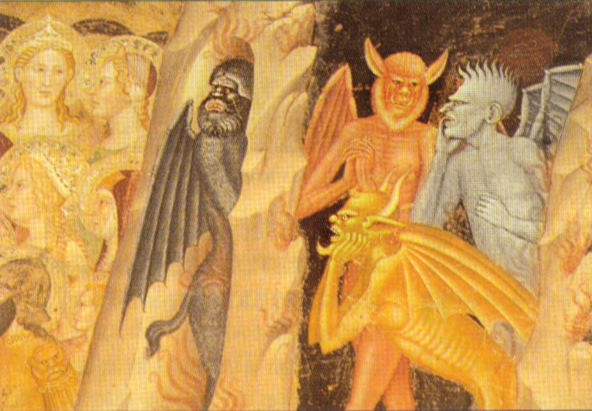
Diavoli medievali, Andrea di Bonaiuto, dettaglio degli affreschi nel Cappellone degli Spagnoli, Santa Maria Novella, Firenze

Guardando verso destra Dante può già vedere i primi dannati dell'VIII cerchio: 
(vv. 22-24)
I dannati sono nudi (condizione che Dante ripete solo quando vuole sottolinearne la miseria) e stanno sul fondo della "bolgia". Essi si muovono in due file, una che scorre verso Dante lungo il perimetro esterno e una che gira radente alla parete interna nella sua stessa direzione e a passo più sostenuto, ricordando al poeta i pellegrini che nel Natale del 1299 per il Giubileo del 1300 (lo stesso anno del viaggio ultraterreno immaginario) viaggiavano su due file sul Ponte Sant'Angelo per raggiungere o andarsene dalla Basilica di San Pietro, da un lato andando verso Castel Sant'Angelo, dall'altro verso "il monte", ovvero verso la città (non è chiaro quale monte o colle Dante volesse qui intendere; probabilmente si tratta di quel monticello formato da antiche rovine chiamato poi Monte Giordano, sul quale oggi c'è Palazzo Taverna e dove la toponomastica riporta ancora i nomi di Via di Monte Giordano e Vicolo del Montonaccio). Questo passo da taluni è indicato come una prova della partecipazione dell'Alighieri al Giubileo, ma ciò non è unanimemente accettato per scarsità di notizie.
Sui massi attorno al fossato Dante vede dei diavoli cornuti che con lunghe fruste colpiscono i dannati sulla schiena e sulle natiche, con una pena che è più umiliante che dolorosa e che richiama le pene ingiurianti che nel medioevo si infliggevano ad alcuni rei. Forse Dante la riprese dalla tradizione di un qualche statuto comunale a lui conosciuto. Anche la visione dei diavoli, così statici e non minacciosi è tipicamente medievale e ricorda le figure che si potevano vedere negli affreschi delle basiliche. Dante sottolinea che le frustate facevano scappare a gambe levate i dannati ("facevano lor levar le berze") e che nessuno stesse fermo a aspettare la seconda o la terza frustata.

### Venedico Caccianemico - vv. 40-66

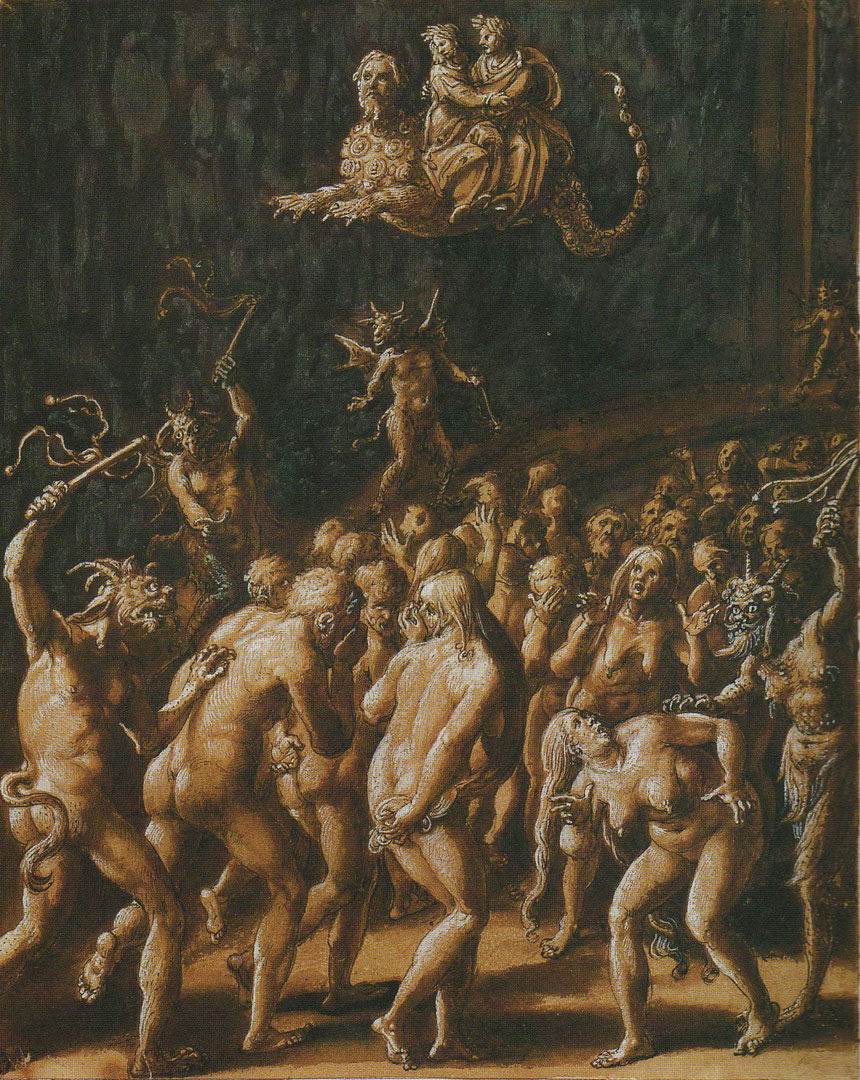
Ruffiani e seduttori, illustrazione di Giovanni Stradano (1587)

In questa masnada Dante crede di riconoscere un dannato tra quelli che hanno il volto girato verso dove sta lui ora, sul ciglio del fossato nell'atto di iniziare ad attraversare il ponticello. Il poeta si ferma e altrettanto fa Virgilio, poi Dante arretra un poco per scorgere meglio di chi si tratti. Il dannato allora si accorge di essere al centro dell'attenzione e si nasconde il volto abbassando il viso vergognosamente. Il tema della vergogna di trovarsi in tale luogo è uno dei sentimenti salienti delle Malebolge.
Dante però non demorde, anzi chiama il dannato indicandolo chiaramente per nome e per cognome, Venedico Caccianemico e gli chiede cosa ci faccia in questo luogo di tormento ("a sì pungenti salse", forse echeggiando le "salse" bolognesi che erano fosse comuni per criminali non degni di sepoltura in terra consacrata). Questo Venedico è un personaggio molto importante, tra i più importanti cittadini di Bologna ai tempi di Dante (morirà solo nel 1303, Dante, in realtà scrive il poema nel 1305-6, e quindi sapeva della morte) e la sua invettiva fu molto coraggiosa verso un personaggio tanto in vista.
Il dannato risponde "mal volentieri", ma non può negarsi al sentire la voce di chi l'ha riconosciuto. Rivela che lui fece prostituire la sorella Ghisolabella alle voglie del marchese (Obizzo II d'Este o, meno probabilmente, suo figlio Azzo VIII d'Este). Apprendiamo così che in questo fosso sono puniti i ruffiani. Inoltre Venedico dice che lì non è l'unico bolognese, anzi ve ne sono di più in quel luogo dell'Inferno che in vita tra il Savena e il Reno, i due fiumi che circondano Bologna. Per indicare i suoi concittadini egli usa una parafrasi linguistica, indicandoli come coloro che dicono "sipa" ("scipa") invece di "sia". Infine egli rincara la dose dicendo che se non ci si credesse, basti pensare all'avarizia del loro cuore. La gravità delle accuse a Bologna è particolarmente forte se si pensa che Dante mentre scriveva l'Inferno si trovava in esilio e che fu anche invitato nella città emiliana per ricevere l'incoronazione d'alloro di sommo poeta, ma egli declinò forse per il fatto di sentire quanto la sua presenza potesse essere sgradita.
La scena è chiusa da un demonio, che rincara ulteriormente la dose di accuse contro Venedico, frustandolo e urlandogli contro: "Via, / ruffian! qui non son femmine da conio", cioè non ci sono donne da traviare, da far prostituire.

### Giasone - vv. 67-99
Dante allora prosegue e sale sul ponticello con Virgilio; quando sono al centro (dove la pietra "vaneggia di sotto" cioè dove passa sopra al vuoto) Virgilio dice di girarsi anche a vedere la seconda schiera di dannati che gira nell'altro senso. In quella fila di dannati il maestro indica un grande (di statura o di animo?) che viene incontro e che mantiene un aspetto da re senza piangere nonostante il bruciante dolore. Si tratta di Giasone, il protagonista del recupero del Vello d'oro (preso ai Colchi, come dice Virgilio) nella spedizione degli Argonauti. Il poeta latino descrive, segnalando alcuni passi di quanto narrato da Ovidio nelle Metamorfosi, di come Giasone passò da Lemno dove le donne avevano ucciso tutti gli uomini; qui ingannò Ipsipile seducendola (lei che aveva già ingannato le altre donne facendo salvare suo padre, unico uomo superstite sull'isola) e la abbandonò gravida; per tale colpa è condannato a questo martirio che fa inoltre vendetta di Medea, anch'ella sedotta e abbandonata da Giasone: "Lasciolla quivi, gravida, soletta; tal colpa a tal martirio lui condanna; e anche di Medea si fa vendetta." (vv. 94-96). In questa seconda parte della bolgia sono quindi puniti i seduttori, e Virgilio chiude bruscamente dicendo che questo basti per trattare coloro che sono "azzannati" (come una gigantesca bocca) nella prima bolgia.

### Adulatori: Alessio Interminelli - vv. 100-126

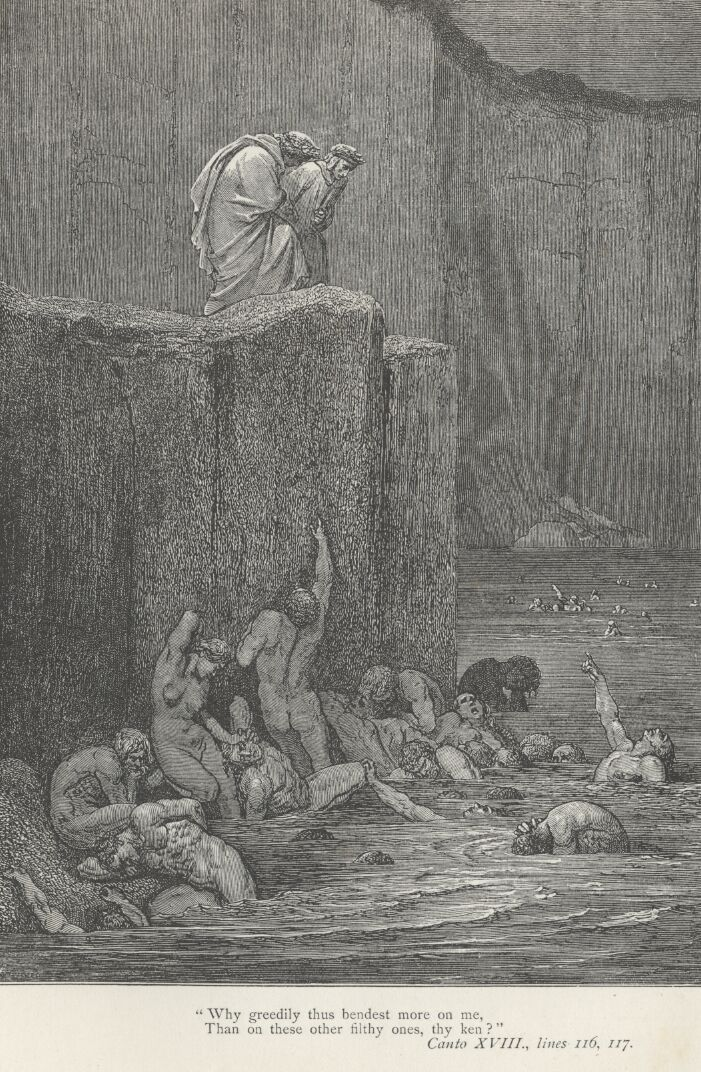
Gli adulatori, illustrazione di Gustave Doré

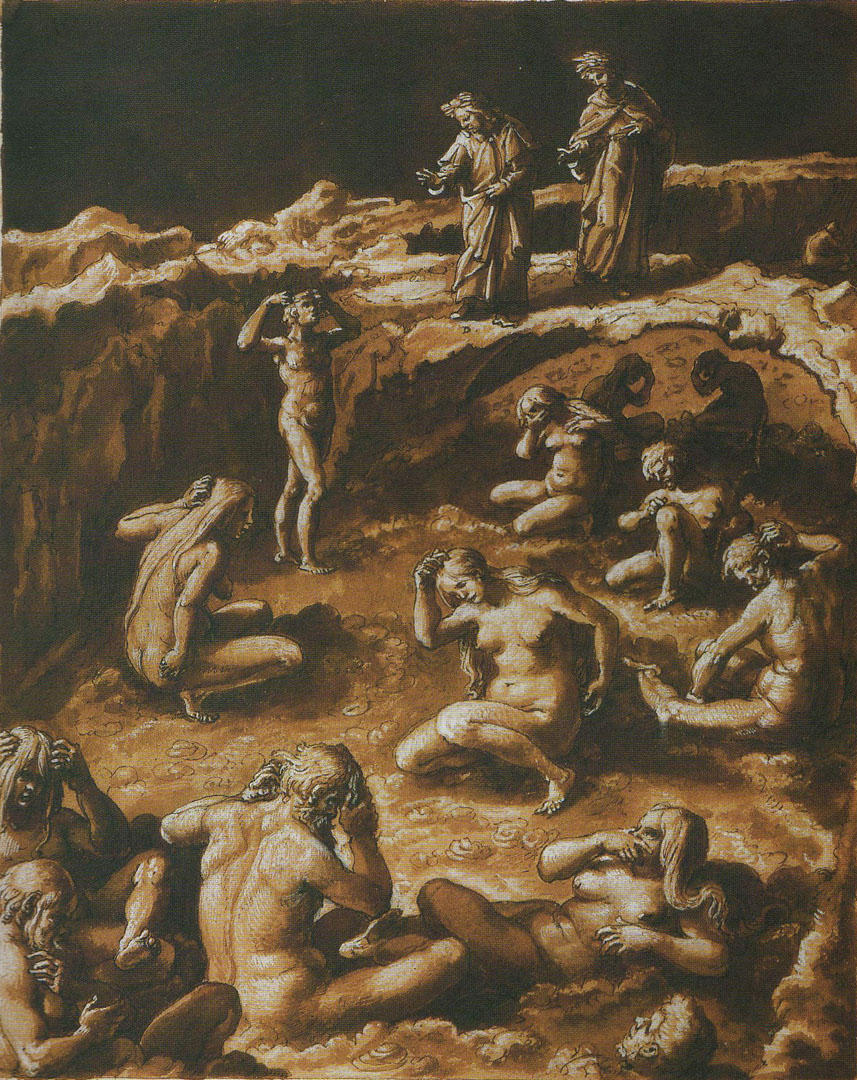
Gli adulatori, illustrazione di Giovanni Stradano (1587)

In questo canto la narrazione procede spedita e già i due poeti entrano nella bolgia successiva. Qui innanzitutto Dante inizia a cambiare registro del linguaggio, abbassandolo al livello del dialetto popolare più basso, con rime create da doppie consonanti racchiuse da vocali, come -uffa, -icchia, -osso, -utti, -ucca, suoni duri, allitterazioni e scelte di vocaboli bisillabici e spesso "volgari" nel senso più dispregiativo (merdose, puttaneggiare). La poesia in questo canto, a volte criticata e minimizzata nell'Ottocento, raggiunge vertici di vitalità e plasticità che oggi godono di notevole credito nella critica. Dante dopotutto, "battezzando" il volgare italiano nella prima grande opera scritta in questa lingua, voleva esplorare, e ci riuscì con successo duraturo, tutte le possibilità delle sue applicazioni, dal più basso linguaggio scurrile alla descrizione dei più alti temi angelici e teologici del Paradiso: si sono già incontrati passi dove egli modificava la scelta dei vocaboli, la sintassi e lo stile a seconda del personaggio con il quale dialogava, come negli episodi di Pier della Vigna e Brunetto Latini. Inoltre in questo canto Dante esplora il linguaggio e lo stile comico (per così dire), con situazioni che sembrano trasposizioni immediate della lingua parlata nello scritto.
Dante quindi inizia a descrivere i dannati che si nicchia, si rannicchiano, e che scuffano col muso, cioè sbuffano, e si picchiano con le loro stesse mani. Le pareti del fosso sono coperte da muffa per i vaporacci che vi si "appastano" dal fondo, dove è così buio che Dante deve salire proprio sopra, sul ponticello, per vedere qualcosa. Solo allora riconosce la gente tuffata nello sterco, che pareva provenire da tutte le latrine del mondo (privadi, francesismo per indicare le latrine). Dante scruta e vede uno che ha il capo "sì di merda lordo" che non si capiva nemmeno come avesse i capelli, se normali da laico o con la chierica se religioso. E il dannato gli si rivolge insolentemente: "Perché se' tu sì gordo / di riguardar più me che li altri brutti?" (vv. 118-119), al quale Dante risponde che lo fissa "Perché, se ben ricordo / già t' ho veduto coi capelli asciutti, / e se' Alessio Interminei da Lucca" (vv. 120-122). Anche qui un dannato di nuovo descritto con tono infamante e con la menzione completa del nome, per non lasciare dubbi. Il dannato dice solo che si trova lì per via di tutte le lusinghe che disse, delle quali la sua bocca non si "stuccò" mai, cioè non fu mai stanca. Apprendiamo così di essere nella bolgia dedicata agli adulatori. Viene così a delinearsi anche il contrappasso, sebbene anche in questo caso la pena abbia più un senso di infamia che di punizione dolorosa. Basti pensare come oggi si indichino volgarmente gli adulatori come "leccaculo" per capire una possibile connessione con gli escrementi.
Curiosamente la gerarchia di peccati sempre più gravi via via che Dante si avvicina al centro dell'Inferno è qui ben lontana dai nostri canoni moderni: un adulatore sarebbe più reo di un omicida o di un tiranno secondo la logica dantesca per esempio. Nelle Malebolge in particolare questa regola della gravità dei peccati sarà contraddetta da Dante stesso (per esempio metterà gli odiati simoniaci ben prima di altri peccatori ordinari come i barattieri o i falsari, per questo da alcuni commentatori è stato opinato il fatto che questa regola non sia seguita perché le Malebolge si troverebbero sostanzialmente in pianura o quasi, quindi tutti i dannati puniti sarebbero da considerarsi a pari livello).

### Taide - vv. 127-136

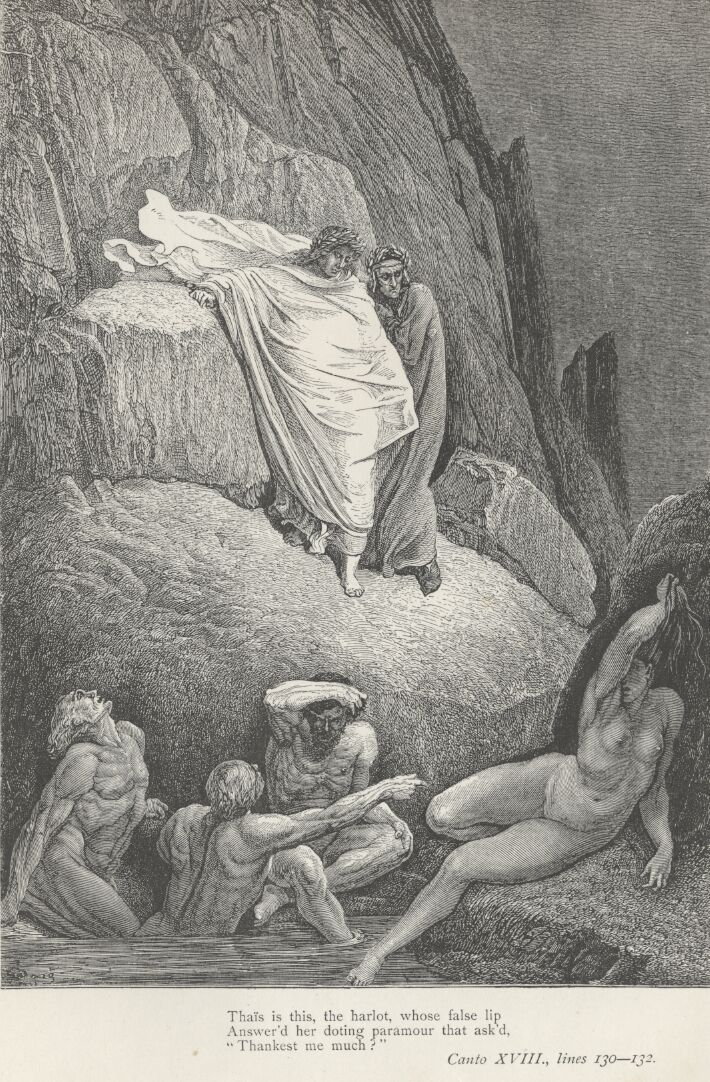
Taide, illustrazione di Gustave Doré

Infine, in questa rapida carrellata di dannati di questo canto, Virgilio richiama l'attenzione di Dante su una dannata "sozza e scapigliata", che "si graffia con l'unghie merdose" e si alza e siede continuamente senza trovare pace. Essa è Taide, la "puttana" che al suo amante (drudo) quando egli le chiese se avesse grazie presso (apo, latinismo da apud) di lei, essa gli rispose "Maravigliose", eccedendo in lusinghe.
Sul personaggio vanno fatte alcune considerazioni. La prima è che è la prima peccatrice donna che si incontra nell'Inferno dai tempi di Francesca da Rimini, trovata nel II cerchio dei lussuriosi, dove pure comparivano alcune figure femminili. Essa è l'unica prostituta nominata all'Inferno ed è significativo come essa non sia punita per la lussuria ma per l'adulazione. In secondo luogo Dante mette in bocca alla donna parole non sue. Essa è infatti un personaggio letterario della commedia dell'Eunuchus di Terenzio, la quale manda il suo servitore Gnatone presso il suo amante Trasone; e Trasone chiede al mezzano, non a Taide, se egli fosse gradito alla donna ricevendo come risposta "Ingentes", cioè "Moltissimo", quindi semmai l'adulatore sarebbe stato Gnatone. L'equivoco nasce dal fatto che Dante lesse della vicenda schematizzata da Cicerone in un passo del De amicitia, confondendo un nominativo con un vocativo e quindi attribuendo la frase a Taide stessa. Cicerone stesso usò il passo per indicare un chiaro esempio di adulazione (secondo lui sarebbe bastato un semplice sì di risposta invece dello spropositato moltissimo) e Dante riprende pari pari la citazione.
Nonostante tutto, questo errore ci ha permesso di mettere in luce alcuni elementi sulla biblioteca di Dante.